# Le Niger, jeune république
Pour plus de détails, voir Fiche technique et Distribution.
Le Niger, jeune république  est un film documentaire de Claude Jutra produit en 1961 par l’ONF. Version anglaise : The Niger - Young Republic

## Synopsis
Un des rares documentaires de l’époque produit sur un pays d’Afrique, le film brosse un portrait de l’ancienne colonie française. À partir de la fête de l’Indépendance, le scénario suit le fil conducteur fourni par le nouveau chef d’État, M. Hamani Diori. On explore le territoire et la nation qui l’occupe en bourgades éparpillées entre le fleuve Niger et le lac Tchad.

## Fiche technique
- Réalisation : Claude Jutra
- Production : Bernard Devlin
- Scénario et texte : Claude Jutra
- Documentation : Jean Rouch
- Montage : Claude Jutra et Édouard Davidovici
- Montage sonore : Bernard Bordeleau et Marguerite Payette